# Anapo
Der Anapo ist ein Fluss auf Sizilien. Er entspringt in den Monti Iblei auf dem Monte Lauro bei Palazzolo Acreide, durchquert das Freie Gemeindekonsortium Syrakus und mündet im großen Hafen von Syrakus in das Ionische Meer. Die Gesamtlänge des Anapo beträgt 40 km. Der Unterlauf ist für kleine Boote befahrbar. 
Kurz vor der Mündung ins Meer fließt der Anapo mit dem kleinen Fluss Ciane zusammen. Die Ufer der beiden Flüsse sind die einzigen Stellen Europas, an denen wilde Papyrusstauden wachsen. Botaniker gehen davon aus, dass die Pflanzen Reste einer früheren mediterranen Vegetation darstellen, da sie nicht mit den Papyrusgräsern von Ägypten identisch sind. Um den Bestand zu wahren, wurden die Ufer unter strengen Naturschutz gestellt.
In der Antike war der Flussgott Anapos mit Kyane, der Nymphe der Cianequelle verbunden.